# 彭县雪胆
彭县雪胆（学名：Hemsleya pengxianensis），为葫芦科雪胆属下的一个植物种。